# Рене де Обальдія
Рене́ де Обальдія́ (фр. René de Obaldia; 22 жовтня 1918, Гонконг — 27 січня 2022) — французький прозаїк і драматург. Член Французької академії з 1999 року.

## Біографія
Рене де Обальдія — правнук другого президента Республіки Панама і син панамського дипломата та француженки з Пікардії. Рене де Обальдія виріс в Ам'єні та Парижі, де відвідував Ліцей Кондорсе. 1940 року він був призваний на військову службу і потрапив у полон. До 1944 р. перебував у таборі Сталаг VIII с у Жагані, де працював спочатку на брикетній фабриці, а потім на Одері як лісник. 1944 року важко захворів і був репатрійований до Франції.
У післявоєнний період де Обальдія працював у невеликому видавництві. Його друзями в ті роки були Ален Робб-Гріє, Ролан Барт і Жан-Мішель Атлан. 1961 року Жан Вілар зробив постановку першої великої п'єси Обальдія «Женузі» в Національному народному театрі у Віллербанні поблизу Ліона. 1963 року відбулася скандальна постановка п'єси «Сатирка де ла Вілетт», режисером-постановником якої був Андре Барсак. Ця п'єса зробила Обальдія одним із найпопулярніших авторів французького театру у світі. Твори Обальдія перекладені загалом на 28 мов. Обальдія є також автором пісень Луї Маріано та працював кіноактором.
Дружина де Обальдія померла 2012 року.
Обальдія був обраний членом Французької академії 22 лютого 1999 року як наступник Жульєна Гріна. З 2012 року після смерті Фелікена Марсо він був дуаєном Академії.

## Інші відзнаки
- Військовий хрест 1939—1945.
- Офіцер ордена «За заслуги».
- Командор французького Ордена мистецтв та літератури.
- Командор панамського Ордена Васко Нуньеса де Бальбоа.
- 1985: Гран-прі театру Французької академії за життєвий доробок.
- 1992: Премія французького PEN клубу.
- 1993: Prix Novembre за Exobiograph.
- 1993: Відзнаки «Почесний Мольєр» та «Мольєр автора» для п'єсу «Мсьє Клебс та Розалі».
- 1996: Премія французької мови.
- 2000: Почесний громадянин Ватерлоо, Бельгія.
- 2008: Командор Ордена за заслуги перед культурою (Мадагаскар).

## Проза
- Les Richesses naturelles, récits-éclairs. Grasset, Paris 1952.
- Tamerlan des cœurs, Roman; 1955.
- Fugue à Waterloo; 1956.
- Le Graf Zeppelin ou la passion d'Émile; 1956.
- Le Centenaire, Roman; 1959.
- Exobiographie, Memoiren, 1993.
- Fantasmes des demoiselles, femmes faites ou défaites cherchant l’âme sœr, Gedichte; 2006.
- Le secret, Gedicht; 2010.

## П'єси
- Genousie; 1960.
- 7 Impromptus à loisir, sieben Theaterstücke; 1961.
- Le Satyre et la Villette; 1963.
- Du vent dans les branches du Sassafras 1966.
- L'Air du large 1966.
- Monsieur Klebs et Rozalie; 1975.
- Endives et miséricorde; 1986.
- Les Innocentines; 1993.